# Наше чудове місто
Наше чудове місто (англ. Our Fair City) — науково-фентезійне оповідання Роберта Гайнлайна опубліковане в січні 1949 року журналом Weird Tales.
Пізніше включене в збірки: «Неприємна професія Джонатана Гоуґа» (1959), «Фантазії Роберта Гайнлайна» (1999).

## Сюжет
Історія про охоронця автостоянки і його друга маленького вихра Кітті та макрейкера-жкрналіста, який вирішив «вичистити» корупцію в їхньому містечку, залучивши Кітті до політичної боротьби.